# Temporada da Stock Car Brasil de 1995
O Campeonato Stock Car de 1995 foi a 17ª edição promovida pela Confederação Brasileira de Automobilismo (CBA) da principal categoria do automobilismo brasileiro. A competição teve como vencedor o piloto Paulo Gomes.
Contexto histórico
Foi criada em 1977 para ser uma alternativa à extinta Divisão 1 (D1), que corria com as marcas Chevrolet (Opala) e Ford (Maverick). Isso ocorreu pelo desinteresse do público e dos patrocinadores por se tornar uma categoria monomarca, dada a superioridade dos modelos Chevrolet. Para que isso não ocorresse, a General Motors criou uma nova categoria, que unia desempenho e sofisticação. O nome foi um golpe de mestre, pois além de emular o nome da famosa categoria americana, a NASCAR, desviava a atenção da marca única.
A primeira prova ocorreu em 22 de abril de 1979, no Autódromo de Tarumã, no Rio Grande do Sul. A criação da categoria foi a melhor resposta a um antigo anseio de uma comunidade apaixonada por carros de corrida, ou seja, uma categoria de Turismo que unisse desempenho e sofisticação.
Regulamento
O regulamento foi criado para limitar os custos, procurando equilíbrio, sem comprometer as performances dignas das competições internacionais.

## Equipes e pilotos
| Equipe                                   | Construtor | Carro                      | Pneu | N.° | Nome do piloto          | Rodada          |
| ---------------------------------------- | ---------- | -------------------------- | ---- | --- | ----------------------- | --------------- |
| Marlboro/Action Power Racing             | Chevrolet  | Omega GM V6 4,1L Carburado | C    | 0   | Wilson Fittipaldi Jr    | Todas           |
| Marlboro/Action Power Racing             | Chevrolet  | Omega GM V6 4,1L Carburado | C    | 59  | Fausto Camacho          | 1-2, 5-6 e 9-12 |
| JF Racing                                | Chevrolet  | Omega GM V6 4,1L Carburado | P    | 22  | Paulo Gomes             | Todas           |
| JF Racing                                | Chevrolet  | Omega GM V6 4,1L Carburado | P    | 35  | Lamartine Pinotti       | 5-6             |
| Greystone GT                             | Chevrolet  | Omega GM V6 4,1L Carburado | M    | 25  | Edgar Colamarino        | 11-12           |
| Car Competition Racing Team              | Chevrolet  | Omega GM V6 4,1L Carburado | C    | 4   | Rodrigo Moreno          | 11-12           |
| GM Racing Team                           | Chevrolet  | Omega GM V6 4,1L Carburado | P    | 17  | Ingo Hoffmann           | Todas           |
| GM Racing Team                           | Chevrolet  | Omega GM V6 4,1L Carburado | P    | 85  | Thiago Azalini          | 1-2             |
| Buggyra Zero Mileage Racing              | Chevrolet  | Omega GM V6 4,1L Carburado | B    | 53  | Rafael Mascarenhas      | 11-12           |
| Duck Racing                              | Chevrolet  | Omega GM V6 4,1L Carburado | M    | 98  | Beto Cavaleiro          | 9-10            |
| Duck Racing                              | Chevrolet  | Omega GM V6 4,1L Carburado | M    | 9   | Wilton Pena             | 11-12           |
| Trevor Racing                            | Chevrolet  | Omega GM V6 4,1L Carburado | C    | 24  | Xandy Negrão            | Todas           |
| Trevor Racing                            | Chevrolet  | Omega GM V6 4,1L Carburado | C    | 64  | Ricardo Brites          | Todas           |
| Good Speed Racing Team                   | Chevrolet  | Omega GM V6 4,1L Carburado | P    | 62  | Renato Constantino      | 3-4 e 11-12     |
| Good Speed Racing Team                   | Chevrolet  | Omega GM V6 4,1L Carburado | P    | 14  | George Webel            | 1-2             |
| RTR Project                              | Chevrolet  | Omega GM V6 4,1L Carburado | C    | 5   | Adalberto Jardim        | Todas           |
| RTR Project                              | Chevrolet  | Omega GM V6 4,1L Carburado | C    | 42  | Newton Grillo           | 5-8             |
| BOVI Motorsport                          | Chevrolet  | Omega GM V6 4,1L Carburado | P    | 20  | Djalma Fogaça           | Todas           |
| BOVI Motorsport                          | Chevrolet  | Omega GM V6 4,1L Carburado | P    | 33  | Roberto Manzini         | 9-10            |
| Lema Racing                              | Chevrolet  | Omega GM V6 4,1L Carburado | C    | 11  | Alessandro Weiss        | Todas           |
| Lema Racing                              | Chevrolet  | Omega GM V6 4,1L Carburado | C    | 84  | Flávio Trindade         | Todas           |
| Olimp Racing                             | Chevrolet  | Omega GM V6 4,1L Carburado | B    | 46  | Laércio Justino         | Todas           |
| Olimp Racing                             | Chevrolet  | Omega GM V6 4,1L Carburado | B    | 90  | Eduardo Homem de Mello  | Todas           |
| Assetto Motorsport                       | Chevrolet  | Omega GM V6 4,1L Carburado | B    | 54  | Carlos Augusto Falletti | Todas           |
| Assetto Motorsport                       | Chevrolet  | Omega GM V6 4,1L Carburado | B    | 87  | Rodney Felicio          | 11-12           |
| Car Gods with Ciceley Motorsport         | Chevrolet  | Omega GM V6 4,1L Carburado | M    | 80  | Werner Naugebauer       | 3-4             |
| Century Motorsport                       | Chevrolet  | Omega GM V6 4,1L Carburado | P    | 29  | Chico Serra             | Todas           |
| Century Motorsport                       | Chevrolet  | Omega GM V6 4,1L Carburado | P    | 45  | Mário Covas Neto        | 1-10            |
| FF Corse                                 | Chevrolet  | Omega GM V6 4,1L Carburado | C    | 73  | Guga Ribas              | Todas           |
| FF Corse                                 | Chevrolet  | Omega GM V6 4,1L Carburado | C    | 26  | Fausto Bessa            | 3-4 e 9-12      |
| Tolman Motorsport                        | Chevrolet  | Omega GM V6 4,1L Carburado | P    | 67  | Carlos Alves            | Todas           |
| Tolman Motorsport                        | Chevrolet  | Omega GM V6 4,1L Carburado | P    | 30  | José Bel Camilo         | Todas           |
| Inception Racing with Optimum Motorsport | Chevrolet  | Omega GM V6 4,1L Carburado | C    | 51  | Fábio Sotto Mayor       | Todas           |
| Inception Racing with Optimum Motorsport | Chevrolet  | Omega GM V6 4,1L Carburado | C    | 19  | José Valentini          | Todas           |
| Ultimate Speed                           | Chevrolet  | Omega GM V6 4,1L Carburado | C    | 16  | Danielli Molinari       | Todas           |
| Ultimate Speed                           | Chevrolet  | Omega GM V6 4,1L Carburado | C    | 22  | Ariel Barranco          | 3-4 e 11-12     |
| TF Sport                                 | Chevrolet  | Omega GM V6 4,1L Carburado | P    | 32  | Alexandre Rigon         | 7-8             |
| TF Sport                                 | Chevrolet  | Omega GM V6 4,1L Carburado | P    | 83  | Felipe Andrade          | 5-6             |
| JRM Racing/Paddock Motorsport            | Chevrolet  | Omega GM V6 4,1L Carburado | P    | 68  | Arioldo Castilho        | 7-8 e 11-12     |
| Leipert Motorsport                       | Chevrolet  | Omega GM V6 4,1L Carburado | M    | 12  | Carlos Cunha            | 1-10            |
| Leipert Motorsport                       | Chevrolet  | Omega GM V6 4,1L Carburado | M    | 77  | Afonso Rangel           | 1-10            |
| Team ABBA Racing                         | Chevrolet  | Omega GM V6 4,1L Carburado | C    | 58  | Gustavo Checher         | 3-4             |
| Team ABBA Racing                         | Chevrolet  | Omega GM V6 4,1L Carburado | C    | 81  | Khayan Ghazzaoui        | 11-12           |
| Ram Racing                               | Chevrolet  | Omega GM V6 4,1L Carburado | C    | 95  | Leonardo Garcia         | 8               |
| Barwell Motorsport                       | Chevrolet  | Omega GM V6 4,1L Carburado | C    | 72  | Alexandre Navarro       | 3-4             |
| Barwell Motorsport                       | Chevrolet  | Omega GM V6 4,1L Carburado | C    | 23  | Rafael del Pino         | 11-12           |

## Calendário e resultados

### Etapas
Ingo não venceu corrida nesse ano
| #  | Circuito             | Data           | Pole Position           | Volta mais rápida    | Piloto Vencedor      | Equipe Vencedora             |
| -- | -------------------- | -------------- | ----------------------- | -------------------- | -------------------- | ---------------------------- |
| 1  | GP de Goiânia        | 2 de abril     | Wilson Fittipaldi Jr    | Wilson Fittipaldi Jr | Paulo Gomes          | JF Racing                    |
| 2  | GP do Rio de Janeiro | 7 de maio      | Ingo Hoffmann           | Carlos Alves         | Xandy Negrão         | Trevor Racing                |
| 3  | GP de Cascavel       | 21 de maio     | Guga Ribas              | Adalberto Jardim     | Carlos Alves         | Tolman Motorsport            |
| 4  | GP de São Paulo      | 11 de junho    | Laércio Justino         | Chico Serra          | Paulo Gomes          | JF Racing                    |
| 5  | GP de Guaporé        | 2 de julho     | Xandy Negrão            | Djalma Fogaça        | Djalma Fogaça        | BOVI Motorsport              |
| 6  | GP de Brasília       | 16 de julho    | Xandy Negrão            | Xandy Negrão         | Xandy Negrão         | Trevor Racing                |
| 7  | GP de Curitiba       | 6 de agosto    | Adalberto Jardim        | Ingo Hoffmann        | Paulo Gomes          | JF Racing                    |
| 8  | GP de Viamão         | 3 de setembro  | Alessandro Weiss        | Paulo Gomes          | Xandy Negrão         | Trevor Racing                |
| 9  | GP de Londrina       | 17 de setembro | Djalma Fogaça           | Xandy Negrão         | Djalma Fogaça        | BOVI Motorsport              |
| 10 | GP do Rio de Janeiro | 8 de outubro   | Carlos Augusto Falletti | Ingo Hoffmann        | Wilson Fittipaldi Jr | Marlboro/Action Power Racing |
| 11 | GP de Brasília       | 12 de novembro | Adalberto Jardim        | Paulo Gomes          | Paulo Gomes          | JF Racing                    |
| 12 | GP de São Paulo      | 10 de dezembro | Flávio Trindade         | Ingo Hoffmann        | Paulo Gomes          | JF Racing                    |

## Classificação

### Campeonato de pilotos
| Pos | Piloto                  | GOI | RJO | CAS | SPO | GUA | BRA | CTB | VIA | LON | RJO | BRA | SPO | Pts |
| --- | ----------------------- | --- | --- | --- | --- | --- | --- | --- | --- | --- | --- | --- | --- | --- |
| 1   | Paulo Gomes             | 1   | 5   | 11  | 1   | 5   | 2   | 1   | 5*  | NC  | Ret | 1   | 1   | 145 |
| 2   | Xandy Negrão            | 5   | 1   | 6   | Ret | 2   | 1   | 4*  | 1   | 6   | 5   | 27† | DNS | 143 |
| 3   | Ingo Hoffmann           | 10  | 10  | 3   | 5   | 3   | 4   | 2   | 8*  | 3   | 3   | 5   | 3   | 136 |
| 4   | Wilson Fittipaldi Jr    | 9   | 6   | 16  | 9*  | 7   | 5   | 11  | Ret | 7   | 1   | 26† | DNS | 124 |
| 5   | Carlos Alves            | 3   | 20† | 1   | 2   | Ret | 21  | Ret | 12  | 4   | 2   | 7   | 2   | 121 |
| 6   | Adalberto Jardim        | 7   | 3   | 8   | 3   | NC  | 10  | 7*  | Ret | 5   | Ret | 8   | 21† | 116 |
| 7   | Chico Serra             | 8   | 2   | 15  | 10  | 4   | Ret | 14  | 7*  | 16  | 14  | 13  | 20† | 112 |
| 8   | Djalma Fogaça           | 4   | 7   | 5   | 7   | 1   | 7   | 10  | Ret | 1   | Ret | 2   | 14  | 111 |
| 9   | Laércio Justino         | 2   | 11  | 7   | 11  | 11  | 6   | 6*  | 3   | 8   | 4   | 3   | Ret | 100 |
| 10  | Alessandro Weiss        | 14  | 21† | 18  | 24  | 6   | 3   | 5*  | 6*  | 2   | Ret | 4   | 22† | 92  |
| 11  | Guga Ribas              | 15  | 13  | 2   | 6   | 10  | 8   | 21  | 11  | Ret | 8   | 6   | 4   | 84  |
| 12  | Carlos Augusto Falletti | 17  | 18  | 14  | 16  | Ret | 20  | 9*  | 2   | 18  | Ret | 12  | 7   | 81  |
| 13  | Fábio Sotto Mayor       | 6   | 4   | 4   | 4   | Ret | 12  | 13  | 9*  | 9   | 7   | 15  | 5   | 80  |
| 14  | Arioldo Castilho        |     |     |     |     |     |     | 3*  | 4*  |     |     | 14  | 8*  | 76  |
| 15  | Flávio Trindade         | 20  | 12  | 17  | 20  | 16  | 18  | 16  | 21† | 10  | DNS | 17  | 10  | 63  |
| 16  | Danielli Molinari       | 16  | 15  | 20  | 15  | Ret | 15  | 15  | Ret | 13  | 6   | 10  | Ret | 54  |
| 17  | Ariel Barranco          |     |     | 9   | 13  |     |     |     |     |     |     | 11  | 6   | 47  |
| 18  | Carlos Cunha            | Ret | DNS | 19  | 18  | 8   | 14  | 12  | 15  | 22† | 9   |     |     | 42  |
| 19  | Afonso Rangel           | 12  | 9   | Ret | 12  | 12  | 9   | 19  | 13  | 14  | 13  |     |     | 41  |
| 20  | José Valentini          | 13  | 8   | 22  | 23  | Ret | DNS | 8*  | 10  | DSQ | DSQ | Ret | 13  | 37  |
| 21  | José Bel Camilo         | Ret | DNS | Ret | 22  | 14  | 17  | 18  | 16  | 19  | 17  | 21  | 15  | 33  |
| 22  | Fausto Bessa            |     |     | 12  | 14  |     |     |     |     | 11  | 12  | 16  | 9*  | 33  |
| 23  | Mário Covas Neto        | Ret | DNS | 13  | 21  | 9   | Ret | 20  | 14  | Ret | 11  |     |     | 21  |
| 24  | Werner Naugebauer       |     |     | 10  | 8*  |     |     |     |     |     |     |     |     | 18  |
| 25  | Rodney Felicio          |     |     |     |     |     |     |     |     |     |     | 9   | 11  | 16  |
| 26  | Eduardo Homem de Mello  | 11  | 14  | 21  | 19  | 17  | 13  | 17  | 17  | 21  | 10  | 18  | 12  | 14  |
| 27  | Newton Grillo           |     |     |     |     | Ret | 11  | NC  | 18  |     |     |     |     | 10  |
| 28  | Roberto Manzini         |     |     |     |     |     |     |     |     | 12  | DNS |     |     | 9   |
| 29  | Thiago Azalini          | Ret | 19  |     |     |     |     |     |     |     |     |     |     | 9   |
| 30  | Lamartine Pinotti       |     |     |     |     | 13  | 19  |     |     |     |     |     |     | 5   |
| 31  | Ricardo Brites          | 18  | 16  | 23  | 25  | 15  | 16  | Ret | 19  | 17  | Ret | 22  | 18  | 1   |
| 32  | Fausto Camacho          | 19  | Ret |     |     | DNS | DNS |     |     | 20  | 15  | 23  | 19  | 1   |
| 33  | Beto Cavaleiro          |     |     |     |     |     |     |     |     | 15  | 16  |     |     | 1   |
| 34  | Wilton Pena             |     |     |     |     |     |     |     |     |     |     | 19  | 16  | 0   |
| 35  | Renato Constantino      |     |     | 25  | 17  |     |     |     |     |     |     | 20  | 17  | 0   |
| 36  | George Webel            | 21  | 17  |     |     |     |     |     |     |     |     |     |     | 0   |
| 37  | Alexandre Rigon         |     |     |     |     |     |     | Ret | 20  |     |     |     |     | 0   |
| 38  | Felipe Andrade          |     |     |     |     | Ret | 22† |     |     |     |     |     |     | 0   |
| 39  | Alexandre Navarro       |     |     | 24  | 26  |     |     |     |     |     |     |     |     | 0   |
| 40  | Rafael del Pino         |     |     |     |     |     |     |     |     |     |     | 24  | Ret | 0   |
| 41  | Gustavo Checher         |     |     | 26  | 27  |     |     |     |     |     |     |     |     | 0   |
| 42  | Khayan Ghazzaoui        |     |     |     |     |     |     |     |     |     |     | Ret | DNS | 0   |
| 43  | Edgar Colamarino        |     |     |     |     |     |     |     |     |     |     | DNS | DNS | 0   |
| 44  | Rafael Mascarenhas      |     |     |     |     |     |     |     |     |     |     | WD  | WD  | 0   |
| 45  | Rodrigo Moreno          |     |     |     |     |     |     |     |     |     |     | 25  | Ret | 0   |
| 46  | Leonardo Garcia         |     |     |     |     |     |     |     | NQ  |     |     |     |     | 0   |
| Pos | Piloto                  | GOI | RJO | CAS | SPO | GUA | BRA | CTB | VIA | LON | RJO | BRA | SPO | Pts |

| Cor      | Resultado            |
| -------- | -------------------- |
| Ouro     | Vencedor             |
| Prata    | 2º lugar             |
| Bronze   | 3º lugar             |
| Verde    | Terminou, nos pontos |
| Azul     | Terminou, sem pontos |
| Púrpura  | Retirou-se (Ret)     |
| Vermelho | Não qualificado (NQ) |
| Preto    | Desqualificado (DSQ) |
| Branco   | Não largou (NL)      |
| Sem cor  | Não participou (NP)  |
| Sem cor  | Lesionado (Les)      |
| Sem cor  | Excluído (EX)        |